# Verenigd Arabisch Koninkrijk
Het Verenigd Arabische Koninkrijk of Het federatieplan van koning Hussein was een staat en politiek programma die door koning Hoessein van Jordanië werden voorgesteld tijdens een toespraak voor het parlement op 15 maart 1972. Het plan had als doel een Jordaans-Palestijnse federatie, het Verenigd Arabische Koninkrijk, op te richten als Israël de controle gaf over Oost-Jeruzalem aan de Jordaans-Palestijnse federatie, zodat het de hoofdstad van zijn Palestijnse federale district zou worden. Het voorstel van koning Hussein werd kort na de aankondiging door de meeste betrokken partijen afgewezen.

## Overzicht
Op 15 maart 1972 onthulde koning Hoessein van Jordanië zijn plan voor een "Verenigd Arabisch Koninkrijk", dat een federatie zou zijn die uit twee federale districten zou bestaan: het Hasjemitisch Koninkrijk Jordanië en een Palestijns federaal district in de Westelijke Jordaanoever, dat onder Jordaans controle was tussen 1948 en 1967 met Oost-Jeruzalem als hoofdstad. Volgens het voorstel zouden de twee districten van de federatie autonoom zijn, behalve voor militaire zaken, buitenlandse zaken en veiligheid, die zouden worden beheerd door een centrale regering in Amman.
Niettemin heeft koning Hussein de oprichting van de VAK geconditioneerd om een vredesakkoord tussen Israël en Jordanië te bereiken.
Uiteindelijk werd het voorstel van koning Hussein uitgesloten nadat het was afgewezen door Israël en de PLO, en andere Arabische staten waren fel gekant tegen het plan.